# أصيص النافذة

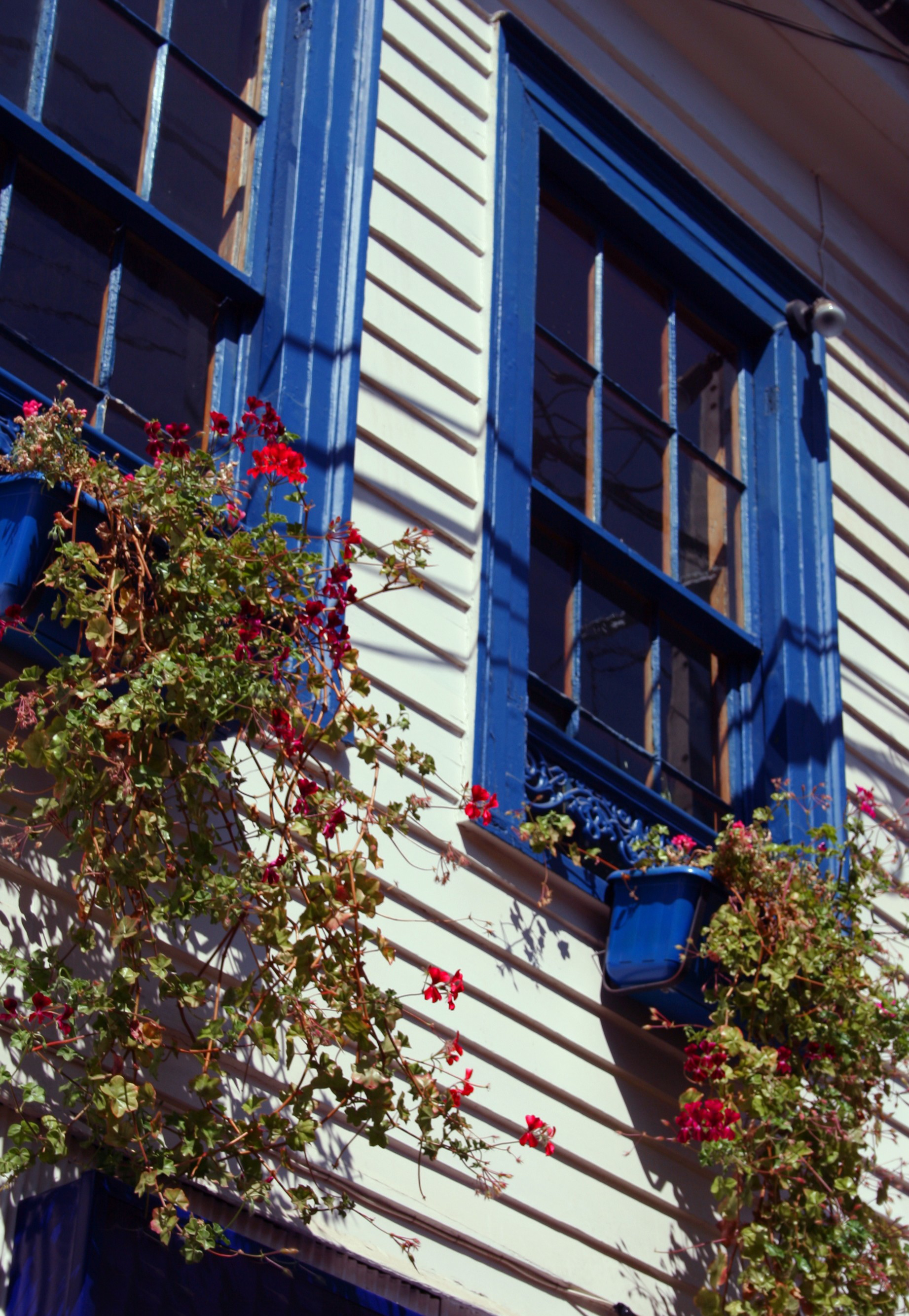
أصيص نافذة في تشيلي

أصيص النافذة هو إحدى أنواع الأصائص وهي حاوية تضم التربة لزراعة النباتات، وتُوضع عند عتبة النوافذ في البنايات أو البيوت، وهي تُستخدم لتربية وزراعة النباتات والزهور، ويضعها غالباُ الناس الذين يسكنون في شقق عالية.